# Niels Henriksen Arenfeldt
Niels Henriksen Arenfeldt (første gang nævnt 1496, død efter 23. oktober 1533) var dansk rigskansler og ejer af Gundetved. Første kendte mand af denne familie og stamfader til den blomstrende slægt af dette navn. En mand af borgerlig herkomst, der efterhånden blev rigets kansler, blev adlet og tog slægtsnavnet Arenfeldt i 1526. Landsdommer på Sjælland (nævnt 1496), Rigskansler 1526-33. Var til stede på rigsdagen i København 23. oktober 1533. Må formodes at være død kort efter, da han ikke er nævnt senere.
Han var gift med Margrethe Jonsdatter Bille.
Børn
- Henrik Nielsen Arenfeldt
- Axel Nielsen Arenfeldt (født 1533)
- Elisabeth Nielsdatter Arenfeldt